# Massimiliano di Béthune
Massimiliano di Béthune (Rosny-sur-Seine, 13 dicembre 1559 – Villebon, 22 dicembre 1641), pari di Francia, principe sovrano di Henrichemont e di Boisbelle, barone e poi marchese di Rosny, marchese di Nogent-le-Rotrou, conte di Muret e di Villebon, visconte di Meaux, duca di Sully, fu il ministro delle finanze del re Enrico IV di Francia.

## Biografia

### In battaglia con Enrico di Navarra
Secondo figlio di Francesco di Béthune e di Carlotta Dauvet, Massimiliano di Béthune apparteneva al ramo cadetto di una famiglia non molto in vista e calvinista, discendente dai conti d'Artois e imparentata con i conti delle Fiandre. Nel 1575, la morte del fratello maggiore fece di lui l'erede del titolo di Barone di Rosny, perciò in quegli anni venne denominato "il Rosny". Nel 1572 era allievo del collegio di Borgogna, a Parigi, quando sfuggì miracolosamente al massacro di San Bartolomeo grazie ai suoi insegnanti che lo nascosero nella scuola, divenendo compagno fidato e consigliere di Enrico di Navarra, che diventò poi re di Francia con il nome di Enrico IV. Nel 1576 combatté nelle armate protestanti nei Paesi Bassi per il duca di Angiò, al fine di recuperare i possedimenti di Rosny.
Nel 1583 sposò, nel castello di Bontin, la ricca ereditiera Anna di Courtenay. Speculazioni commerciali fortunate, quali il commercio di cavalli per l'esercito francese, e la spoliazione di città conquistate dai protestanti lo resero in breve tempo molto ricco. Nel 1580 divenne ciambellano semplice e poi membro del Consiglio di Navarra. Fu incaricato di negoziare con Enrico III per far causa comune contro la Lega cattolica, ma il trattato di Nemours del 7 luglio 1585, concluso fra il re e la Lega cattolica, riavvicinò Enrico III di Guisa al re a spese del Navarra. Il 20 ottobre 1587, combatté a fianco di Enrico di Navarra nella battaglia di Coutras, poi di fronte a Parigi, quindi dal 15 al 29 settembre 1589 nella battaglia di Arques e poi, il 14 marzo 1590, nella battaglia di Ivry, nel corso della quale venne ferito. Fu nuovamente ferito nel 1591, a Chartres. Divenuto vedovo, sposò nel 1592 la ricca vedova di lord Chateaupers, Rachele di Cochefilet.

### Ministro delle finanze

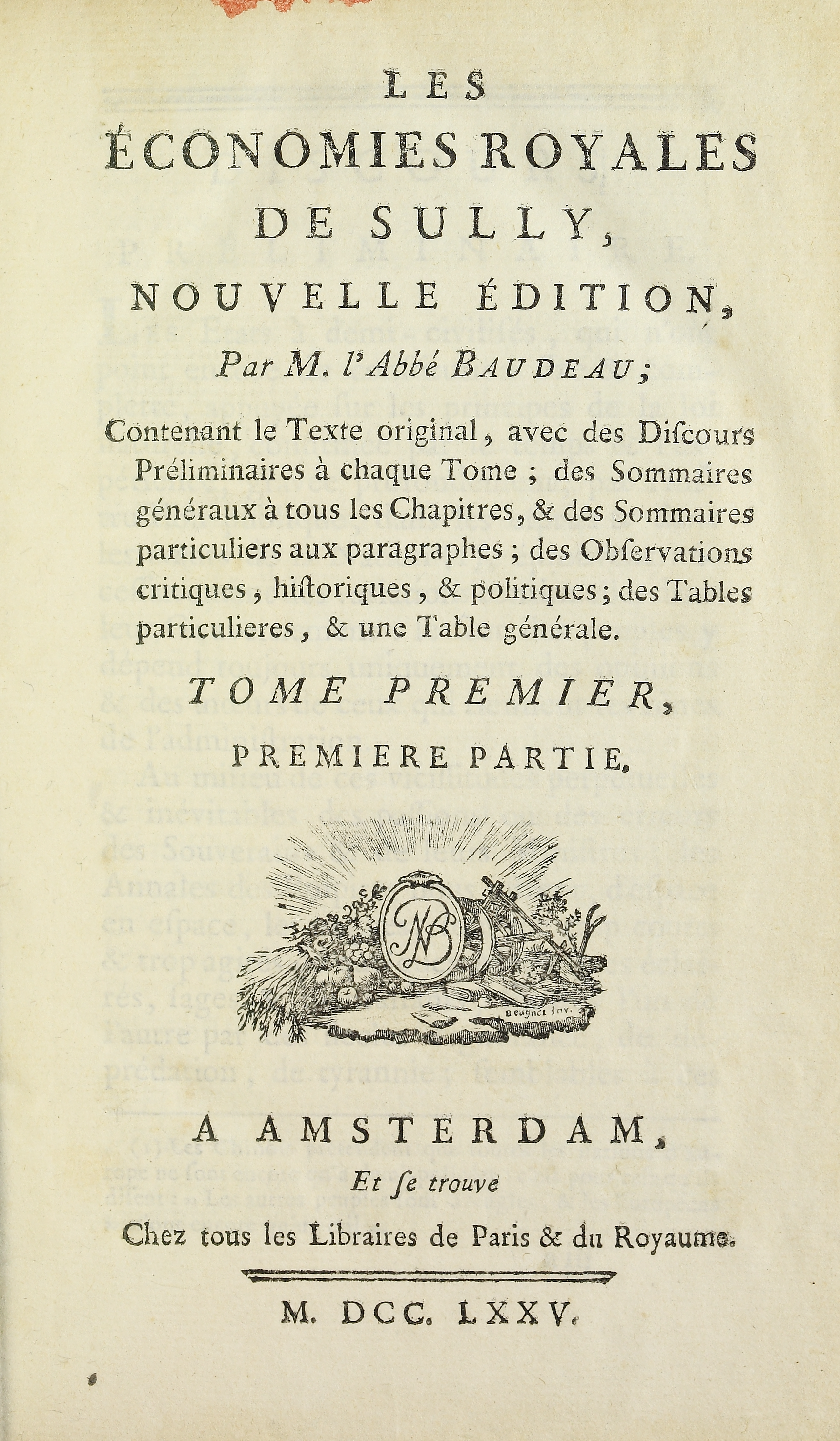
Les économies royales, edizione del 1775.

Nel 1593 consigliò al re di Navarra di convertirsi al cattolicesimo per cingere la corona di Francia e pacificare il regno, ma personalmente rifiutò di abiurare la fede calvinista. Sully negoziò quindi il riavvicinamento ad alcuni capi della Lega cattolica, come Carlo I di Guisa e il marchese di Villars. Nell'assedio di Amiens del 1597, contro gli spagnoli, ebbe un ruolo di primo piano quale comandante dell'artiglieria.
Nell'ottobre 1596 fu nominato da Enrico IV membro del consiglio delle finanze e sembra che già nel 1598 fosse in pratica l'unico supervisore alle finanze del regno. Nel 1600 divenne sovrintendente generale delle finanze, equivalente a ministro, il principale e prezioso collaboratore del re. Egli rimise ordine nei conti dello stato e creò, nel 1601, un tribunale destinato a combattere le malversazioni finanziarie.
Nel 1600 contribuì ad arrangiare il matrimonio di Enrico con Maria de' Medici e l'anno seguente il trattato di Lione, che poneva fine alla breve guerra franco-savoiarda.
Riuscì a recuperare un quantitativo considerevole di crediti arretrati, pagò debiti schiaccianti, fece fronte alle spese delle guerre in Spagna e in Savoia ed all'acquisto delle piazze ancora in mano ai capi della Lega cattolica. Nel 1598 fece annullare tutte le nobilitazioni decretate negli ultimi vent'anni. Soppresse gli uffici finanziari e giudiziari troppo piccoli, creò il sistema dei grandi approvvigionamenti per la guerra, lottò contro gli abusi e le prodigalità ed ammassò un ammontare di oltre 30 milioni di livre, potendo così diminuire le imposte. Nel 1599 fu nominato Gran Maestro di Artiglieria e grande Addetto alla viabilità, assumendo così il controllo delle grandi vie di comunicazione. Le strade principali furono rettificate, rinforzate e pavimentate. In previsione delle necessità di legno per le costruzioni e per la marina, fece piantare olmi lungo i lati delle strade, che divennero noti come gli olmi di Sully. L'arrivo in Europa dei metalli preziosi dalle Americhe gli permise di riequilibrare il bilancio statale. Nel 1602 si fece nominare dal re governatore della Bastiglia, ove depositò una parte del tesoro regale, che ammontava a 12 milioni di livre.
Volle l'instaurazione della paulette, che entrò in vigore con decreto reale nel dicembre 1604. Si trattava di una tassa annuale che consentiva ai funzionari di disporre della propria carica, ponendo così le basi alla creazione della noblesse de robe ma garantendo un introito costante alla corona.

Egli incoraggiò molto l'agricoltura. Soleva dire: 
(Massimiliano di Béthune)
A questo scopo, proclamò la libertà di commercio del grano, abolì un gran numero di barriere daziarie fra le province, aprì grandi vie di comunicazione, facendo scavare numerosi canali navigabili, fra i quali il canale di Briare, che collega la Senna alla Loira, iniziato nel 1605 e terminato nel 1652.
Spinse i contadini a produrre più del necessario per poter vendere i loro prodotti ad altri paesi e per questo fece aumentare le superfici coltivabili, facendo bonificare numerose paludi. Impedì il pignoramento degli strumenti di lavoro e fece condonare agli agricoltori molte tasse arretrate. Fece poi cessare lo sfruttamento devastante delle foreste ed estendere la coltura della vite.
Come sovrintendente alle fortificazioni fece istituire un arsenale e fortificò le frontiere. Nel 1606 fu creato duca di Sully e pari di Francia.

### Il progetto di pace europeo
Propose un progetto di pace europea dove affermava che le tre religioni dominanti in Europa - cattolicesimo romano, luteranesimo e calvinismo - sono ormai tanto consolidate tra i popoli europei da non esserci più ragione che l'una distrugga l'altra. Sono le tre religioni europee che creano le divisioni maggiori. I principi avevano il diritto di sostenere la propria religione e nei paesi con più di una confessione avrebbero cercato di definire lo statuto, ognuno in nome della tolleranza. Il piano di pace ambiva ad estirpare i germi dell'invidia e della paura ancora presenti in Europa, riducendo il potere asburgico a beneficio degli altri stati. L'Europa doveva essere divisa tra sei grandi monarchie ereditarie (la Lombardia, la Francia, la Svezia, la Spagna, la Danimarca e l'Inghilterra), cinque monarchie elettive  (la Germania, il Vaticano, la Polonia, l'Ungheria e la Boemia) e quattro repubbliche sovrane (Venezia, l'Italia, la Svizzera e i Paesi Bassi). La Francia, tra queste, era la potenza maggiore e gli altri stati, riconoscendone la sua potenza, avrebbero dovuto garantirne l'assoluta leadership. Chiaramente l'idea di Sully era distruggere il potere degli Asburgo, nemici della Francia, e salvare l'Europa dal pericolo turco.

### Il tramonto politico

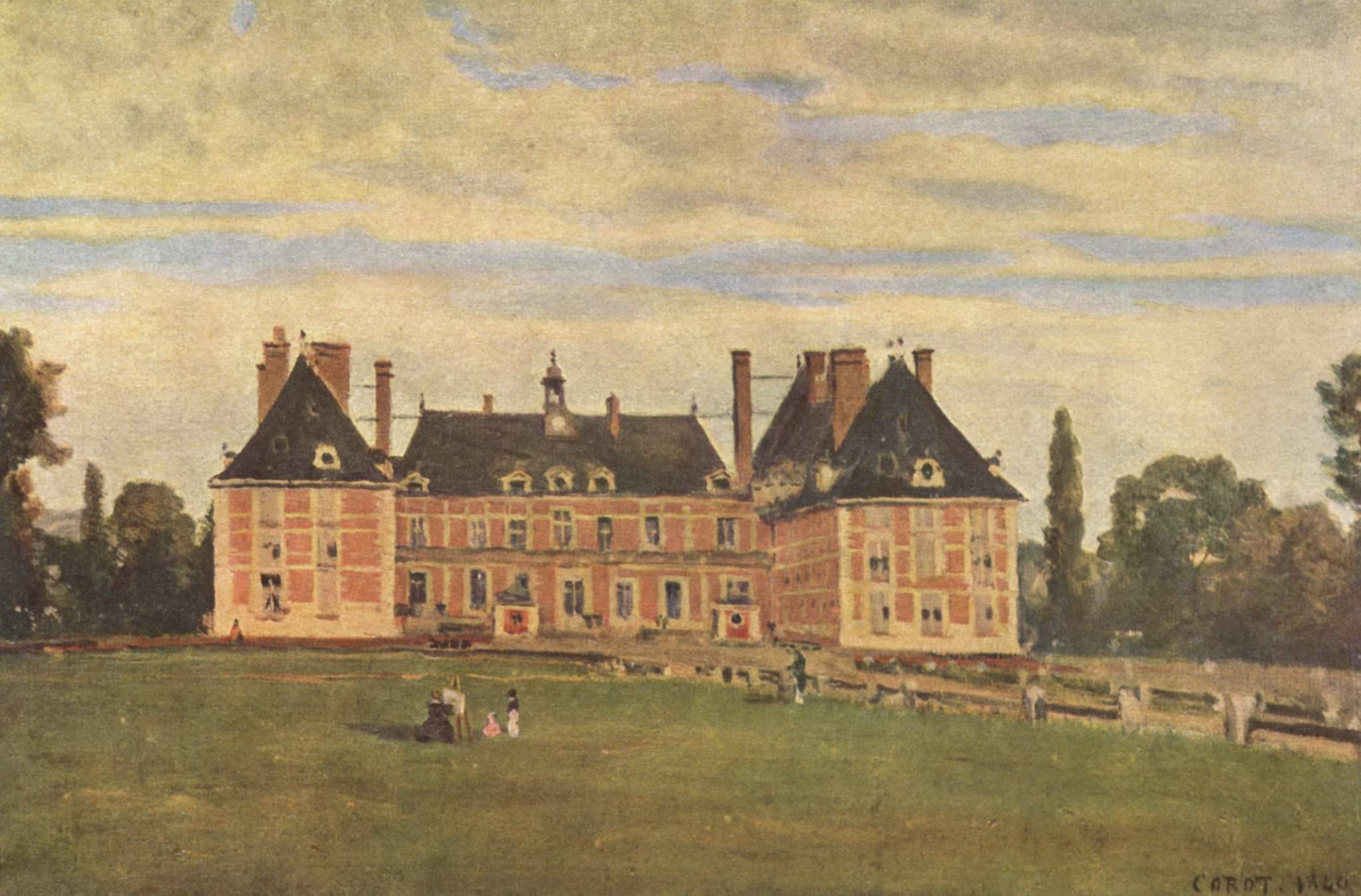
Il castello di Rosny-sur-Seine, fatto erigere dal duca di Sully.

Dopo la morte di Enrico IV, avvenuta nel 1610 per mano di François Ravaillac, fu nominato membro del Consiglio di Reggenza e predispose il bilancio di previsione del 1611. Entrato in forte disaccordo con la filocattolica Maria de' Medici, soprattutto per la sua politica di riavvicinamento alla Spagna, il 26 gennaio 1611 si dimise dalla carica di ministro delle finanze e di governatore della Bastiglia, ma conservò quella di governatore del Poitou. La regina madre gli diede 300.000 livres per i suoi lunghi servizi e lo confermò in possesso delle sue proprietà.
Ostinato e spesso rude, era diventato impopolare tra i suoi correligionari protestanti per la sua fedeltà al re e fra i cattolici perché protestante. Inoltre i suoi successi politici e le ricchezze ammassate avevano scatenato le invidie degli altri ministri e dei cortigiani, mentre le tasse levate per sostenere la guerra contro la Spagna non avevano giovato alla sua popolarità. Partecipò alla riunione degli Stati generali nel 1614. Nel 1616, anche se si avvicinò al governo dopo la pace di Laudun, non ebbe tuttavia più incarichi e si ritirò a vita privata sulle sue terre di Sully, dedicandosi alla stesura delle sue memorie.
Tuttavia, nel 1621, intervenne come conciliatore e intercedette come moderatore nelle lotte fra i protestanti ugonotti e la corona di Francia, durante l'assedio di Montauban da parte di Luigi XIII, e nel 1627-1628 durante l'assedio di La Rochelle. La vecchiaia spense in lui l'ardore bellicoso. Fedele servitore dello stato, senza più potere, si sottomise ai voleri di Richelieu, trionfatore degli ugonotti con l'espugnazione di La Rochelle, e nel complesso era in sintonia con la sua politica e il suo governo. Vicino alla rete diplomatica di Richelieu, gli cedette la carica di gran maestro dell'artiglieria. In compenso, il 18 settembre 1634, ebbe il bastone di maresciallo di Francia da Richelieu e Luigi XIII. Nello stesso anno acquistò e fece completare l'Hôtel de Sully (nome che fu attribuito al palazzo dopo l'acquisto da parte di Massimiliano), a Parigi, ove abitò praticamente fino alla morte, avvenuta nel 1641, all'età di 82 anni.
Dopo la morte la sua salma fu inumata a Nogent-le-Rotrou (Eure-et-Loir).

## Matrimoni e discendenza
Da Anne de Courtenay (1564-1589), figlia di François, Signore di Bontin, ebbe un solo figlio:
- Maximilien, Marchese di Rosny (1587-1634).

Da Rachel de Cochefilet (1562-1659), la vedova di François Hurault, Signore di Chateaupers, che egli sposò nel 1592 e che diventò protestante per compiacerlo, ebbe invece nove figli, sei dei quali morirono in giovane età. Rimasero:
- François (1598-1678), creato primo duca di Orval;
- Marguerite, andata sposa ad Enrico II di Rohan;
- Louise, che sposò nel 1620 il maresciallo di Foi,  Alexandre de Lévis, Marchese di Mirepoix.

## Opere
Sully lasciò una raccolta di memorie (Mémoires, altrimenti conosciuta come Mémoires des sages et royalles oeconomies d'estat de Henry le Grand, 1638) scritta in seconda persona, molto preziosa per la storia del tempo e come autobiografia, malgrado il fatto che contenga varie invenzioni, come una missione che Sully avrebbe intrapreso presso la regina Elisabetta I d'Inghilterra nel 1601. Forse tra le opere più famose vi fu l'idea di un'Europa composta di circa 15 Stati uguali, sotto la direzione di un "Cristianissimo Consiglio d'Europa", con l'incombenza di risolvere le differenze e di disporre di un esercito uniificato. Questo famoso Grand dessein ("grande disegno"), un progetto utopico di una repubblica cristiana, è spesso citato come uno dei primi grandi progetti precursori dell'Unione europea. Due volumi di folio delle memorie furono splendidamente stampati, nominalmente ad Amsterdam, ma in realtà sotto gli occhi di Sully, nel suo castello di Sully nel 1638; altri due volumi apparvero postumi a Parigi nel 1662.
- Les économies royales, Amsterdam, sn, 1638.
  -  Les économies royales, vol. 1, Amsterdam, sn, 1775.
  -  Les économies royales, vol. 2, Amsterdam, sn, 1775.